# Ephedrus blattnyi
Ephedrus blattnyi är en stekelart som beskrevs av Jaroslav Stary 1973. Ephedrus blattnyi ingår i släktet Ephedrus och familjen bracksteklar. Inga underarter finns listade i Catalogue of Life.